# Aziatische palmgierzwaluw
De Aziatische palmgierzwaluw (Cypsiurus balasiensis) is een gierzwaluw uit het geslacht Cypsiurus uit de familie gierzwaluwen (Apodidae).

## Beschrijving
De Aziatische palmgierzwaluw lijkt sterk op de Afrikaanse palmgierzwaluw, beide soorten werden lang als dezelfde soort beschouwd. Het is een kleine soort gierzwaluw van 10-12 cm lang, veel kleiner dan de (gewone) gierzwaluw die bijna anderhalf keer langer is. Deze palmgierzwaluw is slank met een vrij lange staart die diep gevorkt is, maar meestal zitten de staartpennen dicht op elkaar, waardoor de staart spits toelopend lijkt. De vogel lijkt egaal, bijna zwart gekleurd, maar is feitelijk donkerbruin, van onder iets lichter vaalbruin.

## Verspreiding en leefgebied
De Aziatische palmgierzwaluw komt algemeen voor als standvogel in tropisch Azië van India tot op de Filipijnen. Het is een vogel van open gebieden en cultuurland en in de buurt van bewoonde gebieden. De vogel nestelt in breedbladige palmbomen bij voorkeur palmen uit het geslacht Areca of oliepalmen en veel minder vaak in kokospalmen. De palmzwaluw gebruikt palmen als plaats om het nest te bouwen en als rustplaats.
De soort telt 4 ondersoorten:
- C. b. balasiensis: Indisch Subcontinent en Sri Lanka.
- C. b. infumatus: van noordoostelijk India tot Indochina, Malakka, Sumatra en Borneo.
- C. b. bartelsorum: Java en Bali.
- C. b. pallidior: de Filipijnen.

## Status
De Aziatische palmgierzwaluw heeft een enorm groot verspreidingsgebied en daardoor alleen al is de kans op uitsterven uiterst gering. De grootte van de populatie is niet gekwantificeerd en er is geen aanleiding te veronderstellen dat de soort in aantal achteruit gaat. Daarom staat de Aziatische palmgierzwaluw als niet bedreigd op de Rode Lijst van de IUCN.